# Беотук
Беотуци су изумрли староседеоци острва Њуфаундленд. Припадали су алгонквинској породици народа, а говорили су беотучким језиком.

## Опис
Беотуци су живели на острву Њуфаундленд, већим делом у области Нотрдам и залива Бонависта. Постоје различите процене о броју Беотука у тренутку контакта са Европљанима. У 19. и почетком 20. века, научници су процењивали да их је било око 2.000 у тренутку контакта са Европљанима у 15. веку. Према најновијим проценама највероватније их није било више од 500 до 700. Живели су у независним, самодовољним, проширеним породичним групама од 30 до 55 особа.
Као и многи други народи који су били ловци-сакупљачи, по свему судећи, имали су вође групе, али вероватно нису имали званичне „поглавице”. Они су живели у конусоидним боравиштебама маматиксима, које су биле прилагођене условима живота у хладним пределима. Маматикси су грађени ређањем коља у круг, које је затим повезивно при врху и покривано брезином кором. На поду су постојала удубљења за спавање, а огњиште се налазило у средини.
Током пролећа, Беотуци су бојили црвеном окер бојом, не само своја тела, већ и своје домове, кануе, оружје, оруђе и музичке инструменте. Због овог обичаја Европљани су их прозвали „Црвени Индијанци”. Употреба окер боје је имала велику важност. Украшавање је рађено током вишедневне пролећне прославе. Оно је означавало племенски идентитет; на пример, украшавање новорођене деце је био начин на који су примана у племе. Забрана особи да користи окер боју је био облик казне.
Њихов главни извори хране били су карибуи, лососи и фоке. Додатни извори хране биле су друге врсте животиња и биљака. Беотуци су пратили сезонске миграције карибуа, који су били њихов основни плен. У јесен, они су постављали ограде, које су понекад биле дугачке 50–65 km, које су коришћене да усмере карибуе ка ловцима који су их чекали, наоружани луковима и стрелама.
Беотучки кануи су прављени од коже фоке или карибуа, а предњи део кануа је ојачаван кором смреке. Кануи су личили на кајаке и  били су 4,5 метара дуги и широки 75 cm, са довољно простора за децу, псе и имовину.
Беотуци су имали сложене погребне ритуале и начин сахрањивања. Након увијање тела у брезину кору, они су сахрањивали покојнике на изолованим местима. Некада би плитак гроб био покривен гомилом камења, а некада би покојник био сахрањен у усправном положају, или би био положен у ковчег са савијеним коленима. Породице би стављале разне предмете у гробове, као што су фигурине, привесци, и реплике алата.

## Контакт са Европљанима
Око 1.000. нове ере, норвешки морепловци наишли су на домороце на северу Њуфаундленда, који су, можда, били преци Беотука или Ескима. Норвежани су их звали Скрелингс (варвари). Након 1497. године и доласка Италијана Џона Кабота, који је пловио под енглеском заставом, уследио је долазак већег броја европских истраживача и досељеника, након чега је дошло до већег броја контаката.
За разлику од неких других домородачких група, Беотуци су покушали да избегну контакт са Европљанима. Они су се селили у унутрашњост, након што је број  европских насеља порастао. Беотуци су посећивали своје бивше логоре, само да би узели металне предмете. Такође су скупљали све алатке, шаторе и грађевински материјал, који би остао иза европских рибара. Европски рибари су на острву сушили и усољавали свој улов пре него што су га односили у Европу на крају сезоне. Контакт између Европљана и Беотука је по правилу, био лош за једну страну, са неколико изузетака, као што је случај експедиције Џона Гаја 1612. године. Досељеници и Беотуци су се борили за природне ресурсе, као што су лосос, фоке и птице. У унутрашњости, замкари (трапери) су постављали замке које су реметиле лов Беотука на карибуе, такође су пљачкали беотучке логоре и складишта хране. Беотуци су крали замке због метала, понекад су крали из кућа и склоништа Европљана, а понекад су им постављали заседе. Ови сусрети довели су до непријатељства и узајамног насиља. Са супериорнијим оружјем, досељеници су по правилу боље пролазили у лову и рату. За разлику од других староседелачких народа, Беотуци чинило се нису били заинтересовани за прихватање ватреног оружја.
Периодично, Европљани су покушавали да побољшају односе са Беотуцима. Примери укључују експедицију морнаричких поручника Џорџа Картрајта 1768. године и Дејвида Бакана 1811. године. Картрајтову експедицију је наложио гувернер Хју Палисер. Он није пронашао Беотуке, али се вратио са важним информацијама о њиховој култури.
Гувернер Џон Дакворт је наложио Баканову експедицију. Мада је овај подухват предвиђен као прикупљање информација, ова експедиција је завршена насиљем. Баканова група је наишла на неколико Беотука поред језера Црвеног Индијанца. После првобитног пријатељског сусрета, Бакан је оставио двојицу својих људи са Беотуцима. Следећег дана их је нашао убијене и унакажене. Према каснијем сведочењу Беотукиње Шанавдитит, маринци су били убијени, када је један од њих одбио да да своју јакну, након чега су обојица побегли.
Године 2010. група европских научника је објавила вест о откривању раније непознате митохондријалне ДНК секвенце на Исланду, која према њима можда потиче из новог света. Ако је ово последње тачно, једно од могућих објашњења ове појаве на савременом Исланду може бити заробљавања и одвођење на Исланд америчке домороткиње, могуће Беотукиње.

## Узроци глади
Беотуци су покушали да избегну Европљане на Њуфаундленду, напуштањем својих традиционалних насеља. Прво су покушали да се населе у друга приобална подручја острва Њуфаундленд, где Европљани нису имали риболовачка насеља, али убрзо се толики број Европљана доселио да су морали да оду у унутрашњост Њуфаундленда. Беотучки главни извори хране су били карибуи, рибе и фоке, а због принудне сеобе у унутрашњост лишени су два од њих (рибе и фоке). То је довело до прекомерног лова на карибуе, што је убрзо довело до смањења популације карибуа на Њуфаундленду. Беотуци су доведени у положај, да су били приморани да напусте своје традиционалне земље и начин живота и да оду у екосистем, који није могао да их прехрани, што је довело до неухрањености и на крају до глади.

## Изумирање
Процена броја Беотука који су преостали на крају прве деценије 19. века кретао се од око 150 до 3.000. Информације о Беотуцима су се заснивале на сведочењима Шанавдитит, која је говорила о људима који „презимљавају на реци Експлоитс или на језеру Црвеног Индијанца и који су повремено одлазили до залива Нотрдам”. Извори су такође забележили и неке преживеле на Северном полуострву на почетку 19. века.
У колонијално доба, Беотуци су такође били под притиском других домородачких група, микмачких досељеника са острва Кејп Бретон и Ескима из Лабрадора. „Беотуци нису били у стању да обезбеде довољно хране у областима које су им преостале”. Упали су у циклус насиља са делом досељеника.
Број Беотука је непрестано опадао због комбинације фактора, укључујући:
- губитак приступа важним изворима хране, због конкуренције са Инуитима и Микмацима, као и са европским досељеницима;
- инфективне болести, на које нису имали имунитет, као што су богиње, које су донели Европљани;
- ендемска туберкулоза (ТБ) и
- сукоби са замкарима (траперима), другим досељеницима и другим староседеоцима.

Са смрћу Шанавдитит 1829. Беотуци су званично проглашени истребљеним.
Према усменим предањима, неко време након њене смрти, мањи број Беотука је још увек живео у областима око реке Експлоитс и града Твилингејта и венчало се са европским колонистима, Инуитима и Микмацима. Неке породице из Твилингејта тврде да су потомци Беотука са почетка 19. века.
Амерички антрополог Френк Спек је 1910. године снимио песму на беотучком језику коју је отпевала 75-годишња жена, Санту Тони, која је тврдила да је ћерка мајке Микмакиње и оца Беотука. Он је у то време вршио теренско истраживање у овој области. Она је рекла да је ову песму научила од свог оца.
Имајући у виду да је Санту Тони рођена око 1835, то може бити доказ да су неки Беотуци били живи и након смрти Шанавдитит 1829. године. Модерни истраживачи су покушали да преведу ову песму, као и да побољшају снимак помоћу савремених метода.

## Познати беотучки заробљеници
Неколико случајева заробљавања Беотука је добро документовано.

### Демасдуит
Демасдуит је Беотукиња која је највероватније имала 23 године, када је била заробљена у близини језера Црвеног Индијанца у марту 1819.
Гувернер Њуфаундленда је желео да подстакне трговину и прекине непријатељства између Беотука и Енглеза. Одобрио је експедицију чији је циљ био враћање чамца и друге опреме за пецање, коју су украли Беотуци, на челу експедиције био је капетан Дејвид Бакан. Џон Пејтон млађи је предводио једну од група. Његов отац је био Џон Пејтон старији, који је био познат по свом непријатељству према Беотуцима. У току експедиције, Пејтонова група је убила Демасдуитиног мужа Ноносбавсута, а затим су њу сустигли, након чега су је оборили на снег. Она је молила да јој поштеде живот. Они су одвели Демасдуит у Твилингејт, где је Пејтон млађи добио награду за њу. Њена беба је убрзо након тога умрла. 
Британци су је назвали Мери Марч, по месецу марту када је заробљена. Званичници су је касније одвели у Сент Џонс. Колонијална влада се надала да ће Демасдуити бити угодно код Енглеза, како би једног дана она била посредник између њих и Беотука. Демасдуит је научила мало енглеског језика и пренела је око 200 речи беотучког језик. Јануара 1820. Демасдуит је пуштена да се врати својој породици, али је умрла од туберкулозе током путовања назад у залив Нотрдам.

### Шанавдитит
Шанавдитит је била Демасдуитина нећака и последња позната чистокрвна Беотукиња. Априла 1823. године она је била у раним двадесетим, када су она, њена мајка и сестра тражиле храну и помоћ од британског замкара (трапера). Биле су изгладнеле. Све три су одведене у Сент Џонс, где су њена мајка и сестра убрзо умрле од туберкулозе, болести која је била распрострањена међу домороцима. Енглези су је назвали Ненси Ејприл. Шанавдитит је живела неколико година у кући Џона Пејтона млађег, где је радила као слушкиња.
Истраживач Вилијам Кормак основао је институт Беотук 1827. да би допринео развоју пријатељских односа са Беотуцима и одржавању њихове културе. Његова експедиција је пронашла неке беотучке артефакте и открила да они изумиру. Након што је сазнао за Шанавдитит у зиму 1828-1829, Кормак ју је довео код себе у центар, да би могао да је проучава. Користио је средства свог института да плати њено издржавање.
Шанавдитит је нацртала 10 цртежа, од којих су на некима били приказани делови острва, а на другима су били илустровани беотучки предмети и боравишта, као и племенски митови. Кормак је научио неколико беотучких речи од Шанавдитит (између осталог и док му је објашњавала значење својих цртежа). Она му је рекла да је тада постојало много мање Беотука него пре двадесет година. Колико јој је било познато, у време када је она била заробљена, само десетак Беотука је још увек било живо. Упркос томе што јој је доктор Вилијам Карсон пружио медицинску помоћ Шанавдитит је умрла од туберкулозе у Ботвуду 6. јуна 1829. У то доба није постојао лек за туберкулозу.